# Thomas de Paep

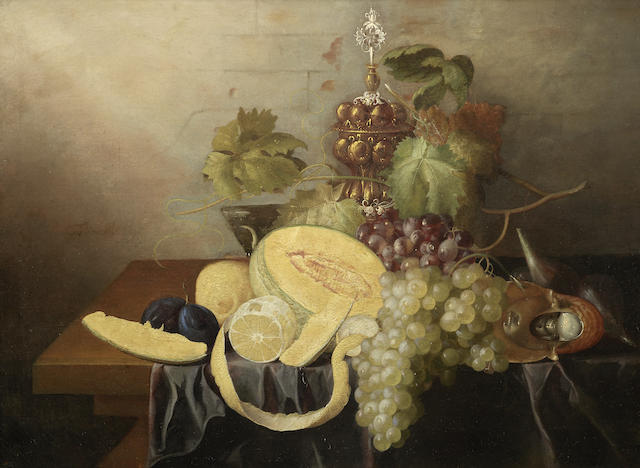
Un melón partido, limón, uvas, higos y otras frutas sobre una mesa cubierta

Thomas de Paep (Malinas, 1628 o 1630-Malinas, 1670) fue un pintor flamenco especializado en bodegones y, en particular, bodegones de frutas. Estuvo activo en Malinas.

## Vida
Se sabe muy poco sobre este artista que estuvo activo en Malinas, un centro artístico no muy lejos de Amberes, que a su vez era el centro artístico clave del sur de los Países Bajos. En 1638 fue alumno de Jean Baptiste (II) Saive. En 1648 se convirtió en maestro en el Gremio de San Lucas. 

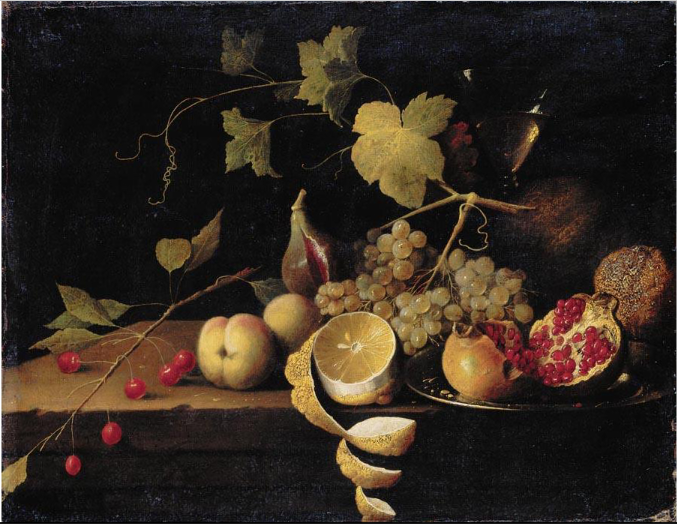
Bodegón de cerezas, duraznos, un limón medio pelado

Permaneció activo en Malinas hasta su muerte en 1670.  

## Trabajo
Thomas de Paep pintó bodegones, generalmente con frutas y objetos auxiliares. Estas obras parecen haber sido influenciadas por Jan Davidsz. de Heem, que trabajó en Amberes cerca de Malinas.
Un paisaje con un gallo rojo entre dos gallinas, una negra y otra blanca, la última crujiendo sobre dos polluelos; Una pared en ruinas detrás y en la distancia un paisaje montañoso (Royal Collection, fechado 1650-1670) se han atribuido a de Paep.